# Championnat de Belgique de football 1998-1999
Navigation
Saison précédente Saison suivante
Le championnat de Belgique de football 1998-1999 est la 96e saison du championnat de première division belge. Le championnat oppose 18 équipes en matches aller-retour.
Deux clubs sont à la lutte pour le titre tout au long de la saison, le Club Bruges KV, champion en titre, et le KRC Genk, vice-champion et vainqueur de la Coupe de Belgique la saison précédente. Après un début de saison décevant, le RSC Anderlecht revient dans la course au titre en fin de saison mais ne parvient pas à dépasser ses rivaux sur le fil. Finalement, tout se décide lors de la dernière journée de compétition qui voit le Racing Genk décrocher le premier titre national de son histoire. Il est le quinzième club différent sacré champion de Belgique et le premier issu de la province de Limbourg. Bruges termine à deux points et Anderlecht à trois points.
En bas de tableau, les deux promus, le KV Ostende et le KV Courtrai sont à la peine. Les mauvais résultats d'autres équipes mal classées, dont Lommel ou Beveren leur permettent d'espérer se maintenir parmi l'élite mais ils échouent tous deux et doivent redescendre en deuxième division un an après l'avoir quittée.

## Clubs participants
Dix-huit clubs prennent part à ce championnat, soit autant que lors de l'édition précédente. Ceux dont le matricule est indiqué en gras existent toujours aujourd'hui.
| #  | Nom                                           | Mat. | Ville       | Stades                      | Entraîneur        | En D1 depuis (série) | Total en D1 | Saison précédente |
| -- | --------------------------------------------- | ---- | ----------- | --------------------------- | ----------------- | -------------------- | ----------- | ----------------- |
| 1  | Koninklijke Sportclub Eendracht Aalst         | 90   | Alost       | Pierre Cornelisstadion      | Barry Hulshoff    | 1994-1995 (5e)       | 13e         | 15e               |
| 2  | Royal Sporting Club Anderlecht                | 35   | Anderlecht  | Stade Constant Vanden Stock | Arie Haan         | 1935-1936 (62e)      | 68e         | 4e                |
| 3  | Koninklijke Sportkring Beveren                | 2300 | Beveren     | Freethielstadion            | Stani Gzil        | 1997-1998 (2e)       | 38e         | 16e               |
| 4  | Club Brugge Koninklijke Voetbalvereniging     | 3    | Bruges      | Olympiastadion              | Eric Gerets       | 1959-1960 (40e)      | 77e         | 1er               |
| 5  | Royal Charleroi Sporting Club                 | 22   | Charleroi   | Stade du Mambourg           | Robert Waseige    | 1985-1986 (14e)      | 35e         | 13e               |
| 6  | Koninklijke Football Club Germinal Ekeren     | 3530 | Ekeren      | Veltwijckpark               | Herman Helleputte | 1989-1990 (10e)      | 10e         | 3e                |
| 7  | Koninklijke Racing Club Genk                  | 322  | Genk        | Thyl Gheyselinckstadion     | Aimé Anthuenis    | 1996-1997 (3e)       | 17e         | 2e                |
| 8  | Koninklijke Atletieke Associatie Gent         | 7    | Gand        | Jules Ottenstadion          | Johan Boskamp     | 1989-1990 (10e)      | 60e         | 8e                |
| 9  | Koninklijke Racing Club Harelbeke             | 1615 | Harelbeke   | Forestierstadion            | Henk Houwaart     | 1995-1996 (4e)       | 4e          | 5e                |
| 10 | Koninklijke Voetbalclub Kortrijk              | 19   | Courtrai    | Guldensporenstadion         | Michel De Wolf    | 1998-1999 (1re)      | 21e         | Division 2 : 2e   |
| 11 | Royal Standard de Liège                       | 16   | Sclessin    | Stade de Sclessin           | Tomislav Ivić     | 1921-1922 (75e)      | 80e         | 9e                |
| 12 | Koninklijke Lierse Sportkring                 | 30   | Lierre      | Herman Vanderpoortenstadion | Walter Meeuws     | 1988-1989 (11e)      | 62e         | 7e                |
| 13 | Koninklijke Sporting Club Lokeren             | 282  | Lokeren     | Daknamstadion               | Willy Reynders    | 1996-1997 (3e)       | 22e         | 6e                |
| 14 | Koninklijke Football Club Lommelse Sportkring | 1986 | Lommel      | Stedelijk Sportstadion      | Lei Clijsters     | 1992-1993 (7e)       | 7e          | 11e               |
| 15 | Royal Excelsior Mouscron                      | 224  | Mouscron    | Le Canonnier                | Hugo Broos        | 1996-1997 (3e)       | 3e          | 10e               |
| 16 | Koninklijke Voetbalclub Oostende              | 31   | Ostende     | Albertparkstadion           | Dennis van Wijk   | 1998-1999 (1re)      | 3e          | Division 2 : 1er  |
| 17 | Koninklijke Sint-Truidense Voetbalverening    | 373  | Saint-Trond | Stayenveld                  | Poll Peters       | 1994-1995 (5e)       | 26e         | 14e               |
| 18 | Koninklijke Voetbalclub Westerlo              | 2024 | Westerlo    | Het Kuipje                  | Jos Heyligen      | 1997-1998 (2e)       | 2e          | 12e               |

### Localisation des clubs
| Ekeren Lierse SK KVC Westerlo AA Gent KSC Lokeren KSK Beveren E. Aalst FC Bruges KV Ostende KV Kortrijk KRC Harelbeke RSC Anderlecht Lommel Sint-Truidense VV KRC Genk Sporting Charleroi Mouscron Standard de Liège |

## Résultats et classements

### Résultats des rencontres
Avec dix-huit clubs engagés, 306 matches sont au programme de la saison.
| Résultats (▼dom., ►ext.)                                   | AAL | AND | BEV | FCB | CHA | EKE | RCG | AAG | HAR | KOR | LIE | LOK | LOM | MOU | OST | STT | STA | WES |
| K. SC Eendracht Aalst                                      |     | 0-0 | 0-1 | 0-2 | 2-2 | 5-0 | 1-2 | 0-2 | 2-2 | 1-1 | 1-4 | 3-3 | 3-1 | 1-4 | 4-0 | 1-3 | 1-0 | 3-2 |
| R. SC Anderlecht                                           | 2-1 |     | 3-1 | 2-3 | 1-1 | 2-0 | 3-2 | 4-0 | 3-1 | 3-1 | 2-0 | 1-1 | 3-0 | 1-1 | 3-0 | 1-1 | 0-1 | 3-2 |
| K. SK Beveren                                              | 0-2 | 2-1 |     | 1-2 | 1-2 | 2-1 | 1-0 | 0-3 | 0-3 | 2-2 | 1-3 | 1-2 | 0-0 | 1-4 | 5-0 | 0-1 | 0-6 | 1-0 |
| Club Brugge KV                                             | 0-0 | 2-0 | 3-1 |     | 3-2 | 2-1 | 2-0 | 1-0 | 1-0 | 3-0 | 3-1 | 4-0 | 0-1 | 0-0 | 2-0 | 3-2 | 1-1 | 5-3 |
| R. Charleroi SC                                            | 0-1 | 0-2 | 1-2 | 1-2 |     | 2-2 | 1-1 | 1-1 | 2-1 | 2-1 | 5-0 | 2-1 | 1-1 | 1-3 | 1-1 | 2-1 | 1-0 | 1-3 |
| K. FC Germinal Ekeren                                      | 1-0 | 0-3 | 1-0 | 2-0 | 2-0 |     | 0-2 | 8-1 | 0-2 | 2-1 | 1-1 | 1-1 | 1-0 | 1-1 | 2-2 | 1-0 | 0-1 | 0-3 |
| K. RC Genk                                                 | 2-0 | 2-5 | 1-0 | 1-1 | 2-1 | 3-2 |     | 1-0 | 2-2 | 3-1 | 3-1 | 3-1 | 6-0 | 3-0 | 3-0 | 4-1 | 2-1 | 3-0 |
| K. AA Gent                                                 | 2-2 | 3-2 | 4-1 | 0-4 | 1-1 | 1-3 | 0-1 |     | 0-0 | 3-1 | 1-0 | 2-1 | 2-2 | 3-0 | 1-1 | 1-1 | 3-2 | 2-0 |
| K. RC Harelbeke                                            | 5-1 | 1-2 | 1-1 | 0-2 | 1-1 | 0-4 | 1-2 | 2-2 |     | 1-0 | 3-1 | 3-2 | 1-1 | 0-4 | 2-1 | 1-1 | 1-1 | 1-2 |
| KV Kortrijk                                                | 3-4 | 0-4 | 1-0 | 2-4 | 2-2 | 1-2 | 1-3 | 3-4 | 0-0 |     | 3-2 | 0-6 | 4-1 | 2-2 | 2-0 | 2-2 | 1-3 | 4-2 |
| K. Lierse SK                                               | 3-1 | 0-0 | 3-0 | 5-2 | 4-0 | 1-0 | 1-1 | 1-2 | 3-1 | 5-1 |     | 2-3 | 2-1 | 1-2 | 4-2 | 6-0 | 3-0 | 5-1 |
| K. SC Lokeren                                              | 6-2 | 2-3 | 4-3 | 2-0 | 3-1 | 1-1 | 2-0 | 1-4 | 1-0 | 2-1 | 2-0 |     | 2-1 | 0-0 | 1-2 | 2-1 | 4-1 | 3-0 |
| K. FC Lommelse SK                                          | 0-3 | 2-2 | 2-1 | 2-1 | 2-1 | 1-2 | 0-3 | 0-1 | 0-1 | 3-1 | 0-0 | 1-2 |     | 2-3 | 3-0 | 0-1 | 3-0 | 0-1 |
| R. Excelsior Mouscron                                      | 3-1 | 2-3 | 1-0 | 2-0 | 3-2 | 2-2 | 3-5 | 7-1 | 2-2 | 3-1 | 0-0 | 5-1 | 2-0 |     | 2-1 | 5-1 | 1-5 | 2-1 |
| KV Oostende                                                | 4-1 | 0-2 | 1-1 | 1-4 | 0-0 | 0-1 | 1-1 | 2-2 | 1-0 | 1-3 | 0-6 | 0-0 | 1-1 | 2-4 |     | 0-1 | 2-1 | 1-1 |
| K. Sint-Truidense VV                                       | 2-0 | 1-4 | 1-1 | 1-1 | 1-0 | 2-0 | 2-2 | 1-0 | 1-0 | 2-2 | 3-0 | 7-0 | 2-1 | 0-2 | 5-0 |     | 0-1 | 0-0 |
| R. Standard de Liège                                       | 3-0 | 0-6 | 1-2 | 3-0 | 2-0 | 1-0 | 2-4 | 2-0 | 0-2 | 2-1 | 2-2 | 2-4 | 1-0 | 2-0 | 3-0 | 2-0 |     | 2-0 |
| K. VC Westerlo                                             | 1-1 | 6-0 | 0-0 | 1-2 | 1-0 | 2-4 | 1-1 | 3-3 | 0-3 | 2-0 | 0-2 | 4-3 | 2-1 | 1-1 | 7-0 | 1-4 | 3-1 |     |
| - Victoire à domicile - Match nul - Victoire à l'extérieur |     |     |     |     |     |     |     |     |     |     |     |     |     |     |     |     |     |     |

### Classement final
| Rang | Équipe                 | Pts | J  | G  | N  | P  | Bp | Bc | Diff |
| ---- | ---------------------- | --- | -- | -- | -- | -- | -- | -- | ---- |
| 1    | K. RC GENK             | 73  | 34 | 22 | 7  | 5  | 74 | 38 | +36  |
| 2    | Club Brugge KV T S     | 71  | 34 | 22 | 5  | 7  | 65 | 38 | +27  |
| 3    | R. SC Anderlecht       | 70  | 34 | 21 | 7  | 6  | 76 | 39 | +37  |
| 4    | R. Excelsior Mouscron  | 66  | 34 | 19 | 9  | 6  | 76 | 47 | +29  |
| 5    | K. SC Lokeren          | 57  | 34 | 17 | 6  | 11 | 69 | 61 | +8   |
| 6    | R. Standard de Liège   | 54  | 34 | 17 | 3  | 14 | 55 | 47 | +8   |
| 7    | K. Lierse SK C         | 54  | 34 | 16 | 6  | 12 | 72 | 47 | +25  |
| 8    | K. AA Gent             | 52  | 34 | 14 | 10 | 10 | 55 | 59 | -4   |
| 9    | K. Sint-Truidense VV L | 51  | 34 | 14 | 9  | 11 | 52 | 46 | +6   |
| 10   | K. FC Germinal Ekeren  | 49  | 34 | 14 | 7  | 13 | 48 | 46 | +2   |
| 11   | K. RC Harelbeke        | 41  | 34 | 10 | 11 | 13 | 44 | 46 | -2   |
| 12   | K. VC Westerlo         | 40  | 34 | 11 | 7  | 16 | 56 | 62 | -6   |
| 13   | K. SC Eendracht Aalst  | 35  | 34 | 9  | 8  | 17 | 48 | 66 | -18  |
| 14   | R. Charleroi SC        | 32  | 34 | 7  | 11 | 16 | 40 | 54 | -14  |
| 15   | K. SK Beveren          | 30  | 34 | 8  | 6  | 20 | 33 | 60 | -27  |
| 16   | K. FC Lommelse SK      | 28  | 34 | 7  | 7  | 20 | 33 | 56 | -23  |
| 17   | KV Kortrijk            | 25  | 34 | 6  | 7  | 21 | 49 | 81 | -32  |
| 18   | KV Oostende            | 22  | 34 | 4  | 10 | 20 | 27 | 79 | -52  |

Légende
- Champion de Belgique 1999 et qualifié pour la « Ligue des champions » la saison suivante
- Club qualifié pour la « Coupe UEFA » la saison suivante
- Club qualifié pour la « Coupe Intertoto » la saison suivante
- Club relégué pour la saison suivante

Abréviations
T : Tenant du titre 1998

C : Vainqueur de la Coupe de Belgique 1998-1999

L : Vainqueur de la Coupe de la Ligue 1998-1999

S : Vainqueur de la Supercoupe de Belgique 1998

 : club promu de « Division 2 » depuis la saison précédente

### Meilleur buteur
Jan Koller (K. SC Lokeren) avec 24 goals. Il est le 24e joueur étranger différent, le premier tchèque, à remporter cette récompense.

#### Classement des buteurs
Le tableau ci-dessous reprend les 21 meilleurs buteurs du championnat, soit les joueurs ayant inscrit dix buts ou plus durant la saison.
| #   | Pays | Joueur            | Club                  | Buts | Matches joués |
| --- | ---- | ----------------- | --------------------- | ---- | ------------- |
| 1.  |      | Jan Koller        | K. SC Lokeren         | 24   | 33            |
| 2.  |      | Branko Strupar    | K. RC Genk            | 18   | 33            |
| 3.  |      | Souleymane Oularé | K. RC Genk            | 17   | 31            |
| 4.  |      | Zoran Ban         | R. Excelsior Mouscron | 16   | 28            |
| 5.  |      | Tomasz Radzinski  | R. SC Anderlecht      | 15   | 22            |
| =.  |      | Jochen Janssen    | K. VC Westerlo        | 15   | 32            |
| =.  |      | Filip Fiers       | K. Sint-Truidense VV  | 15   | 33            |
| 8.  |      | Éric Van Meir     | K. Lierse SK          | 14   | 32            |
| 9.  |      | Gordan Vidović    | R. Excelsior Mouscron | 13   | 31            |
| 10. |      | Salif Keïta       | KV Kortrijk           | 12   | 26            |
| =.  |      | Dirk Huysmans     | K. Lierse SK          | 12   | 29            |
| =.  |      | Mike Okoth Origi  | K. RC Genk            | 12   | 31            |
| =.  |      | Stefaan Tanghe    | R. Excelsior Mouscron | 12   | 32            |
| =.  |      | Jürgen Cavens     | K. Lierse SK          | 12   | 32            |
| 15. |      | Oleh Yashchuk     | R. SC Anderlecht      | 11   | 26            |
| =.  |      | Toni Brogno       | K. VC Westerlo        | 11   | 28            |
| 17. |      | Émile Mpenza      | R. Standard de Liège  | 10   | 17            |
| =.  |      | Gert Claessens    | Club Brugge KV        | 10   | 22            |
| =.  |      | Mladen Rudonja    | K. Sint-Truidense VV  | 10   | 29            |
| =.  |      | Marc Degryse      | K. AA Gent            | 10   | 29            |
| =.  |      | Andreï Demkine    | KV Kortrijk           | 10   | 32            |

## Récapitulatif de la saison
- Champion : KRC Genk (1er titre)
- Quinzième champion de Belgique différent
- Premier titre pour la province de Limbourg.

| Région flamande (14)            | Région flamande (14) | Province de Brabant (1)      | Province de Brabant (1) | Région wallonne (3)    | Région wallonne (3) |
| ------------------------------- | -------------------- | ---------------------------- | ----------------------- | ---------------------- | ------------------- |
| Province d'Anvers               | 3                    | Région de Bruxelles-Capitale | 1                       | Province de Hainaut    | 2                   |
| Province de Flandre-Occidentale | 4                    | Province du Brabant flamand  | 0                       | Province de Liège      | 1                   |
| Province de Flandre-Orientale   | 4                    | Province du Brabant wallon   | 0                       | Province de Luxembourg | 0                   |
| Province de Limbourg            | 3                    |                              |                         | Province de Namur      | 0                   |

1. ↑  Au niveau footballistique, la province de Brabant est toujours unitaire malgré sa partition territoriale en 1995.

### Admission et relégation
Les deux clubs promus en début de saison, le KV Ostende et le KV Courtrai terminent aux dernières places et sont relégués. Ils sont remplacés par le KV Mechelen, champion de deuxième division, le KFC Verbroedering Geel, vainqueur du tour final.

### Déménagement et changement de nom
Après la faillite du K Beerschot VAC, porteur du matricule 13, le KFC Germinal Ekeren quitte sont stade du Veltwijckpark et emménage au Kiel. Le club adapte son nom en conséquence et devient le Koninklijke Football Club Germinal Beerschot Antwerpen, familièrement abrégé en « GBA ». Les maillots sont également modifiés par l'ajout d'une couleur mauve prédominante.

### Bilan de la saison
| Championnat de Belgique de football 1998-1999 |                                             |
| Champion                                      | K. RC Genk (1er titre)                      |
| Dauphin                                       | Club Brugge KV                              |
| Coupes et trophées                            |                                             |
| Vainqueur de la Coupe de Belgique 1998-1999   | K. Lierse SK                                |
| Vainqueur de la Supercoupe de Belgique 1998   | Club Brugge KV                              |
| Vainqueur de la Coupe de la Ligue 1998-1999   | K. Sint-Truidense VV                        |
| Qualifications continentales                  |                                             |
| Ligue des champions de l'UEFA 1999-2000       | K. RC Genk (Deuxième tour de qualification) |
| Coupe UEFA 1999-2000                          | K. Lierse SK (Premier tour)                 |
| Coupe UEFA 1999-2000                          | Club Brugge KV (Tour préliminaire)          |
| Coupe UEFA 1999-2000                          | R. SC Anderlecht (Tour préliminaire)        |
| Coupe Intertoto 1999                          | K. Sint-Truidense VV (Premier tour)         |
| Coupe Intertoto 1999                          | K. SC Lokeren (Deuxième tour)               |
| Promotions et relégations                     |                                             |
| Promus en Division 1                          | KV Mechelen                                 |
| Promus en Division 1                          | K. FC Verbroedering Geel                    |
| Relégués en Division 2                        | KV Oostende                                 |
| Relégués en Division 2                        | KV Kortrijk                                 |